# 前照燈

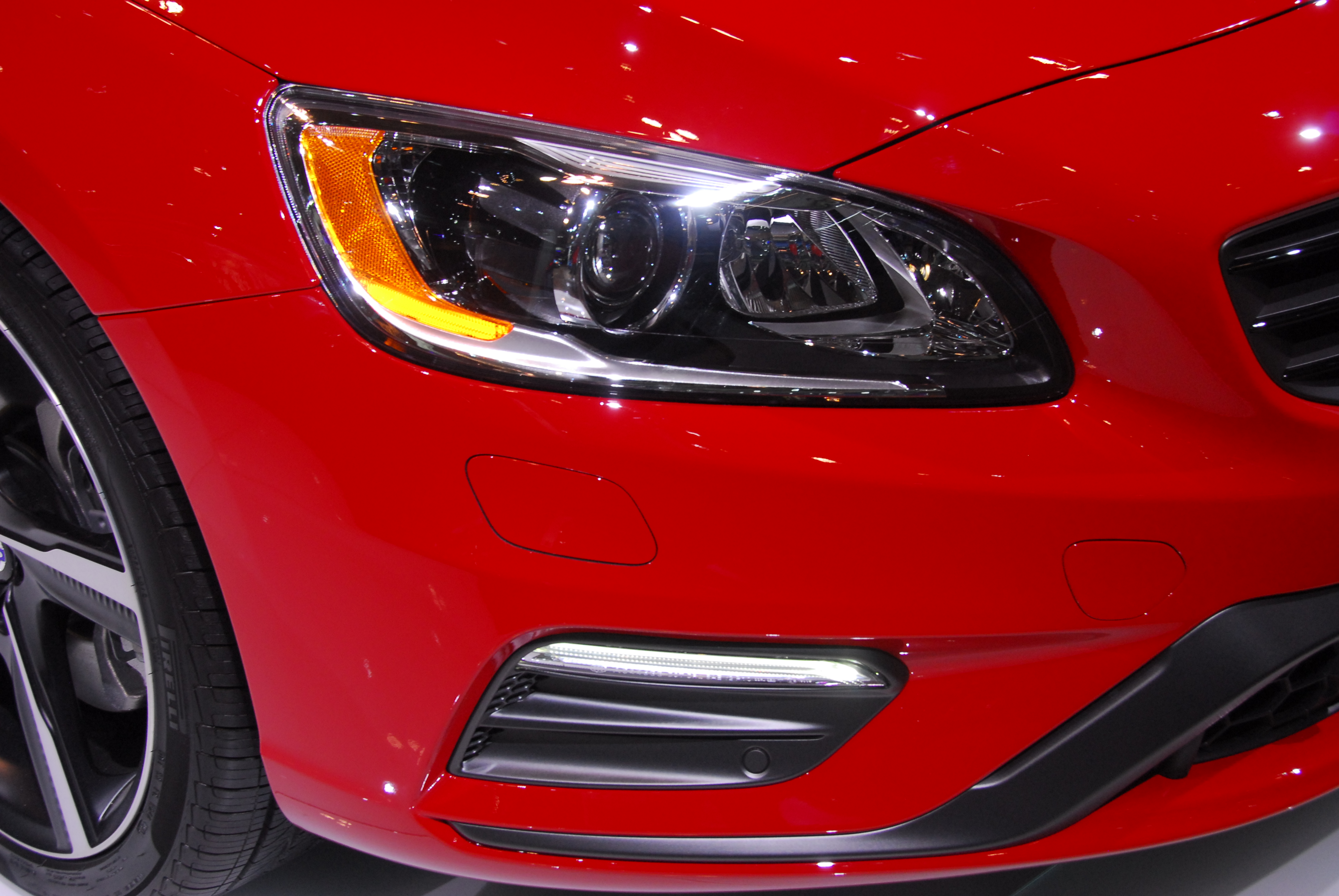
富豪V60的前照燈

前照燈（英語：Headlamp），又稱車頭燈、頭燈、大燈，是各种运输机械上一种向行驶方向产生定向光束的照明灯具，例如在道路上行驶的汽车，前照灯将光源产生的光线反射到汽车行驶的前方，用于夜间行驶照明前方路面。前照灯亦广泛用于铁路机车车辆、自行车、摩托车、飛機等交通工具，以及耕耘機等工作機械。
前照灯的灯光颜色通常是白色或暖黄色，最初主要使用白炽灯和卤钨灯作为照明光源。从1990年代起，开始出现了以氙气灯为代表的高强度气体放电灯（HID），以及发光二极管（LED）作为前照灯光源，并逐渐成为了主流产品。
在晚二十世紀曾經在跑車上流行過可開合的隱藏式頭燈，造成較尖削的車頭減低風阻並且使車型看來更酷與前衛，但因為被認為有可能發生打不開的故障的危險，所以在上世紀末各國的新通過的交通安全法令禁止。所以現在的新款跑車造型反而沒有那樣炫酷。

## 类型及相关法规

### 近光燈

汽车儀表板上常见的近光燈狀態指示燈
近光燈的照明特性

### 遠光燈

汽车儀表板上常见的遠光燈狀態指示燈
遠光燈的照明特性